# Where the Ragged People Go
Where the Ragged People Go è il primo album in studio del gruppo musicale norvegese Shining, pubblicato il 5 novembre 2001 dalla BP.

## Descrizione
Il disco si compone di otto brani, interamente composti dal sassofonista Jørgen Munkeby. Il titolo dell'album deriva da una strofa del brano The Boxer del duo statunitense Simon & Garfunkel.

## Tracce
Musiche di Jørgen Munkeby.
1. Spooks in the Hall – 5:03
2. The Fool – 5:21
3. Small Steps – 4:13
4. Dalton City – 7:05
5. Randomizer – 4:35
6. Song of a Long Gone Girl – 8:00
7. Hell's Bells – 8:00
8. The Fool – 6:34

## Formazione
Gruppo
- Jørgen Munkeby – sassofono tenore, flauto clarinetto basso
- Aslak Hartberg – basso acustico
- Torstein Lofthus – batteria
- Morten Qvenild – pianoforte

Produzione
- Shining – produzione
- Øyvind Larsen – produzione esecutiva
- Martin Revheim – produzione esecutiva
- Kjell Einar Karlsen – produzione esecutiva
- Henning Bortne – registrazione
- Tage Gerhardsen – registrazione
- Audun Ofstad Borrmann – registrazione aggiuntiva
- Ingar Hunskaar – mastering